# Andrea Manfredini
Andrea Manfredini (ur. 5 września 1978) – włoski lekkoatleta specjalizujący się w chodzie sportowym.

## Sukcesy sportowe
Największy sukces na arenie międzynarodowej odniósł w 1997 r. w Lublanie, gdzie zdobył tytuł mistrza Europy juniorów w chodzie na 10 000 metrów (z czasem 42:43,75). W 2003 r. zdobył tytuł mistrza Włoch w tej samej konkurencji (z czasem 41:08,03).

## Rekordy życiowe
- chód na 5000 metrów – 20:10,33 – Velletri 03/07/2005
- chód na 5000 metrów (hala) – 19:31,39 – Ancona 19/02/2005
- chód na 10 000 metrów – 41:50,69 – Bressanone 26/06/2005
- chód na 20 000 metrów – 1:25:13,4 – Formia 12/03/2006
- chód na 10 kilometrów – 40:26 – Fiumicino 09/09/2007
- chód na 20 kilometrów – 1:25:40 – Campobasso 13/03/1999
- chód na 30 kilometrów – 2:15:46 – Molfetta 18/09/2005
- chód na 50 kilometrów – 4:04:41 – Scanzorosciate 15/10/2006